# Brandon Watkins
Brandon Watkins (ur. 18 stycznia 1995 w Decatur) – amerykański koszykarz występujący na pozycjach silnego skrzydłowego lub środkowego, obecnie zawodnik Dragons Rhondorf.
1 lipca 2017 podpisał umowę z AZS Koszalin. 21 września klub rozwiązał z nim umowę za porozumieniem stron, jeszcze przed rozpoczęciem sezonu regularnego. 27 września został zawodnikiem cypryjskiego Enosis Neon Paralimni. 14 grudnia został zawodnikiem niemieckiego Dragons Rhondorf.

## Osiągnięcia
Stan na 14 grudnia 2017, na podstawie, o ile nie zaznaczono inaczej..
NCAA
- Uczestnik rozgrywek:
  - Sweet Sixteen turnieju NCAA (2015, 2017)
  - turnieju NCAA (2015–2017)
- Wicemistrz:
  - sezonu regularnego Big 12 (2016, 2017)
  - turnieju Big 12 (2016, 2017)